# Eucharia Oluchi Nwaichi
Eucharia Oluchi Nwaichi es una bioquímica ambiental, científica del suelo y toxicóloga nigeriana.

## Investigación
Su investigación se centra en la gestión de residuos, la prevención de la contaminación y la fitorremediación, que implica el tratamiento de los problemas medioambientales (biorremediación) a través del uso de plantas locales que mitigan el problema medioambiental sin la necesidad de excavar el material contaminante y disponer de él en otro lugar. Es una experta  en eliminación de metales pesados tóxicos como el cadmio, cobre, mercurio, plomo y el arsénico de la tierra contaminada.

## Educación y carrera
Tiene un doctorado en Bioquímica de la Universidad de Port Harcourt, donde más tarde se convirtió en conferenciante senior.
Antes de unirse a los servicios de la Universidad de Port Harcourt,  trabajó en la Shell Oil Company durante un año (2009 - 2010).
Fue nombrada fellow internacional  en los premios L'Oréal-UNESCO de Ciencias Físicas en 2013.
Es miembro  de varias organizaciones académicas, como la Organización para las Mujeres en Ciencia para el Mundo en Desarrollo, la American Chemical Association, la Sociedad Internacional para la Tecnología Medioambiental, y el Instituto Nigeriano de Administración.